# Пембертон (город, Миннесота)
Пембертон (англ. Pemberton) — город в округе Блу-Эрт, штат Миннесота, США. На площади 0,5 км² (0,5 км² — суша, водоёмов нет), согласно переписи 2002 года, проживают 246 человек. Плотность населения составляет 461,9 чел./км².
- Телефонный код города — 507
- Почтовый индекс — 56078
- FIPS-код города — 27-50200[1]
- GNIS-идентификатор — 0649254[2]